# Maastoren
Maastoren je mrakodrap v nizozemském městě Rotterdam. Postaven byl podle návrhu, který vypracovala firma Dam & Partners Architecten. Má 44 podlaží a výšku 165 m, je tak nejvyšší mrakodrap ve městě, ale i v Nizozemí. Výstavba probíhala v letech 2006 - 2010. V budově se nachází převážně kancelářské prostory. Celkem 12 podlaží (2 podzemní a 10 nadzemních podlaží) zabírají parkovací garáže s 637 místy.